# Bernd Hahn
Bernd Hahn (ur. 16 listopada 1954 w Elbingerode) – enerdowski saneczkarz startujący w dwójkach w parze z młodszym bratem Ulrichem.
Na mistrzostwach świata zdobył dwa medale złote (w 1974 i 1981). Na mistrzostwach Europy trzykrotnie był drugi (w 1973, 1978 i 1980). W 1975 wywalczył brązowy medal.

## Osiągnięcia

### Igrzyska Olimpijskie
| Rok  | Miejsce     | Dwójki |
| ---- | ----------- | ------ |
| 1976 | Innsbruck   | 16.    |
| 1980 | Lake Placid | 4.     |